# Kogia pusilla
Kogia pusilla es una especie extinta de cachalote del Plioceno medio de Italia, relacionada con los modernos cachalote enano (K. sima) y cachalote pigmeo (K. breviceps). Se conoce por un único cráneo descubierto en 1877, y fue considerado una especie de ballena de pico hasta 1997. El cráneo comparte muchas características con otros cachalotes, y su tamaño es comparable al del cachalote enano. Como los Kogia modernos, probablemente cazaba calamares en la «zona crepuscular» (zona mesopelágica), y frecuentaba las taludes continentales. El entorno que habitaba probablemente era una zona tranquila, costera, con un fondo marino de combinación arenosa y rocosa. Es probable que K. pusilla se extinguiera debido a las «glaciaciones cuaternarias» (Glaciación cuaternaria) al final del Plioceno.

## Taxonomía
El espécimen tipo, IGF1540V, consiste en un cráneo incompleto sin dientes, mandíbulas, ni el lado derecho e inferior de la caja craneana. Fue encontrado en la localidad tipo de La Rocca, cerca de la ciudad de Volterra en Toscana, Italia, un área que está datada al Plioceno medio entre hace 3 y 2.6 millones de años. También se encontraron dientes y huesos perióticos del oído interno en el área, posiblemente pertenecientes a K. pusilla.
El cráneo fue donado por primera vez al Museo di Paleontologia de la Universidad de Florencia en 1877 por el paleontólogo italiano Roberto Lawley. En 1893, el paleontólogo Giovanni Capellini pensó que era una ballena de pico; en una primera inspección, creyó que representaba al género Choneziphius, pero luego concluyó que representaba al ahora dudoso género Placoziphius basado en similitudes con los hocicos. En 1987, fue descrito como Hyperoodon pusillus como una especie de ballena de pico por Georg Pilleri. En 1997, finalmente fue descrito como K. pusilla por el geólogo Giovanni Bianucci. El nombre de la especie pusilla es latín para «pequeña».
K. pusilla es la tercera ballena kogiid fósil descrita, después de Praekogia de 1973 y Scaphokogia de 1988, y el tercer miembro del género Kogia, junto con los modernos cachalote enano (K. sima) y cachalote pigmeo (K. breviceps). Los otros dos kogiidos son Thalassocetus y Nanokogia.
Los cachalotes enano y pigmeo son más derivados que K. pusilla. El descubrimiento de K. pusilla desplazó el punto de divergencia entre los cachalotes enano y pigmeo desde la estimación previa de alrededor de 9.3 millones de años atrás hasta después del Plioceno temprano hace 5.3 millones de años.

## Descripción

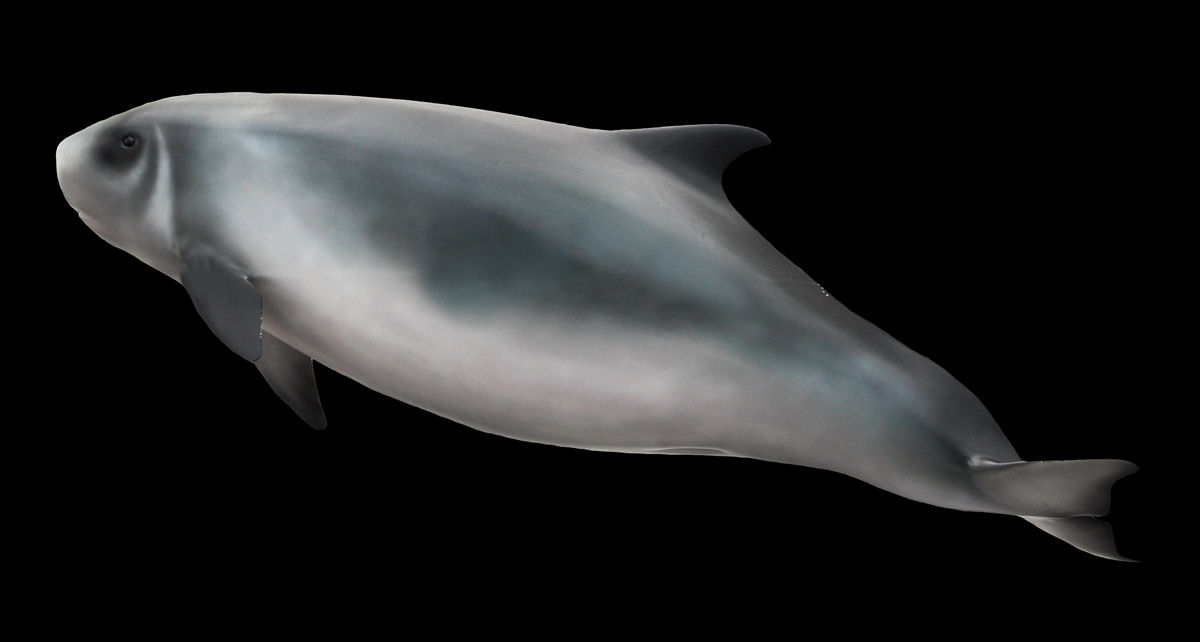
Modelo de museo del cachalote enano (Kogia sima)

K. pusilla se diferencia de los cachalotes enano y pigmeo por su hocico más alargado, un hueso lagrimal más pequeño, pómulos menos pronunciados, menor elevación de la parte superior trasera del cráneo y mayor asimetría entre los lados izquierdo y derecho del cráneo. Es más pequeño que el cachalote pigmeo y tiene una cresta sagital más estrecha a lo largo de la línea media del cráneo. El orificio nasal está desplazado aún más a la izquierda que en los Kogia modernos y la cresta sagital más a la derecha. Sin embargo, el tamaño del cráneo es comparable al del cachalote enano. La caja craneana de K. pusilla tiene una cuenca formada por la premaxila derecha, que, en los Kogia modernos, alberga el órgano de espermaceti. Este órgano es único en los cachalotes y ayuda en la ecolocalización al enfocar el sonido. Debido a los pómulos menos pronunciados, las fosas craneales anteriores —depresiones en el cráneo— son más pequeñas que en los Kogia modernos. El hueso lagrimal tiene forma de gancho como en Physeteridae, en contraste con el hueso lagrimal triangular de Kogiidae. Como otros kogiidos, no tiene huesos nasales. Pensando que era una ballena de pico y usando el holotipo de Placoziphius como escala, Capellini estimó la longitud en 1,25 metros (4,1 pies).

## Paleoecología
K. pusilla, como los otros Kogia, tenía un hocico romo, probablemente una adaptación para la alimentación por succión. Probablemente, como los Kogia modernos, cazaba calamares en las zonas de «luz solar» (epipelágica) y «crepuscular» (Zona mesopelágica) entre 100 y 700 metros (109,4 y 765,5 yd). Considerando que la ballena piloto fósil comedora de calamares Globicephala etruriae fue descubierta en la misma área y ocupaba el mismo nicho, los calamares probablemente eran más abundantes en el Mediterráneo durante el Plioceno que en la actualidad.

## Paleobiología

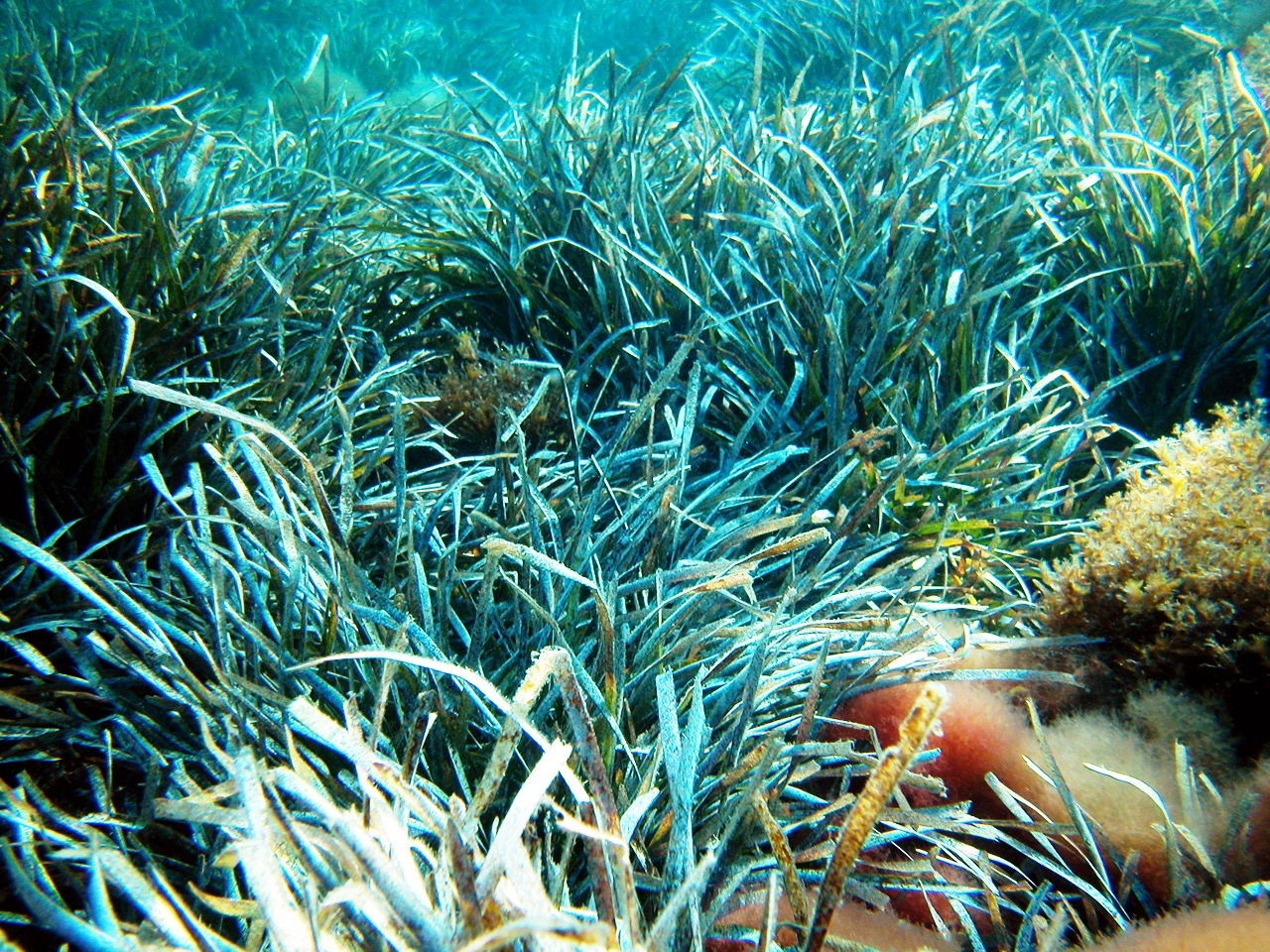
Hierba de Neptuno (Posidonia oceanica)

La localidad de La Rocca en Volterra es representativa de una zona nerítica a litoral a lo largo de un talud continental. Los cachalotes enano y pigmeo también habitan el talud continental. La zona ha proporcionado los delfines extintos Etruridelphis y Hemisyntrachelus, G. etruriae, la ballena barbada Balaena paronai, el cachalote (Physeter macrocephalus), las ballenas de pico mesoplodóntidas M. lawleyi y M. danconae, y el manatí Metaxytherium subapenninum. La zona tiene una asamblea inusualmente grande y una de las más diversas de crustáceos decápodos conocida del Plioceno; esto implica un fondo marino arenoso-lodoso y en algunos lugares rocoso con agua tranquila, bien oxigenada y costera, que son condiciones propicias para la vida de los decápodos. Además, algunas áreas podrían haber estado cubiertas con pradera marina, similar a la moderna hierba de Neptuno mediterránea (Posidonia oceanica). Algunos invertebrados, incluyendo un posible hueso de sepia de calamar, fueron preservados. Es probable que K. pusilla se extinguiera junto con varias especies de peces y moluscos en un evento de extinción en el Mediterráneo en el Plioceno tardío con el inicio de las «glaciaciones cuaternarias».